# Nawarija
Nawarija (ukrainisch Наварія; russisch Навария, polnisch Nawaria, deutsch Nawarya) ist ein Dorf in der westukrainischen Oblast Lwiw mit etwa 1400 Einwohnern.
Nawarija ist heute ein populärer Freizeitort für die Bewohner von Lemberg.
Am 12. Juni 2020 wurde das Dorf ein Teil der neu gegründeten Stadtgemeinde Pustomyty im Rajon Lwiw, bis dahin war er Teil der Stadtratsgemeinde Pustomyty im Rajon Pustomyty.

## Geschichte
Der Ort erhielt das Stadtrecht im Jahre 1569 und wurde im Jahre 1578 als Navaria erwähnt. Nach der Meinung von Herrn Schneider (Ossolineum) ist der Name von einer böhmischen Adelsfamilie Niwery oder Nawary abgeleitet, die die vorgeblichen Gründer des Ortes wären. Die andere Quelle behauptet, der Name bedeutet der Ort, wo etwas (Quellen) siedet.
Das Dorf gehörte zunächst zur Adelsrepublik Polen-Litauen, Woiwodschaft Ruthenien, Lemberger Land. Die römisch-katholische Pfarrei wurde vor dem Jahre 1600 gegründet.
Im Jahre 1621 wurde die römisch-katholische Holzkirche von Tataren zerstört. Im Jahre 1621 wurde eine neue Kirche aus Holz erbaut, die nach dem Brand im Jahre 1630 durch eine gemauerte Kirche ersetzt wurde, beide von Elżbieta Humnicka von Zimnawoda gestiftet. Die Kirche wurde wieder von Kozaken im Jahre 1648 zerstört. In den Jahren 1739–1748 wurde nach dem Projekt von Bernhard Meretyn eine neue Kirche erbaut, die später ein Sanktuarium wurde.
Bei der Ersten Teilung Polens kam das Dorf 1772 zum neuen Königreich Galizien und Lodomerien des habsburgischen Kaiserreichs (ab 1804).
Im frühen 19. Jahrhundert war das Städtchen für das Weben bekannt.
Im Jahre 1900 hatte die Gemeinde Nawarya 142 Häuser mit 996 Einwohnern, davon 702 polnischsprachige, 285 deutschsprachige, 9 ruthenischsprachige, 563 römisch-katholische, 70 griechisch-katholische, 355 Juden, 8 anderen Glaubens.
Nach dem Ende des Polnisch-Ukrainischen Kriegs 1919 kam Nawarija zu Polen. Im Jahre 1921 hatte das Städtchen Nawarja 175 Häuser mit 1084 Einwohnern, davon 945 Polen, 3 Ruthenen, 136 Juden (Nationalität), 716 römisch-katholische, 27 griechisch-katholische, 1 evangelische, 340 Juden (Religion).
Im Zweiten Weltkrieg gehörte es zuerst zur Sowjetunion und ab 1941 zum Generalgouvernement, ab 1945 wieder zur Sowjetunion, heute zur Ukraine. Die Polen wurden im Jahre 1946 nach Polen umgesiedelt.

## Sehenswürdigkeiten
- Römisch-katholische Kirche, erbaut 1739–1748 nach dem Projekt von Bernhard Meretyn, geschlossen 1946, 1990 wieder geöffnet und erneuert.
- Gemauerte Orthodoxe Kirche (2. Hälfte des 19. Jahrhunderts).

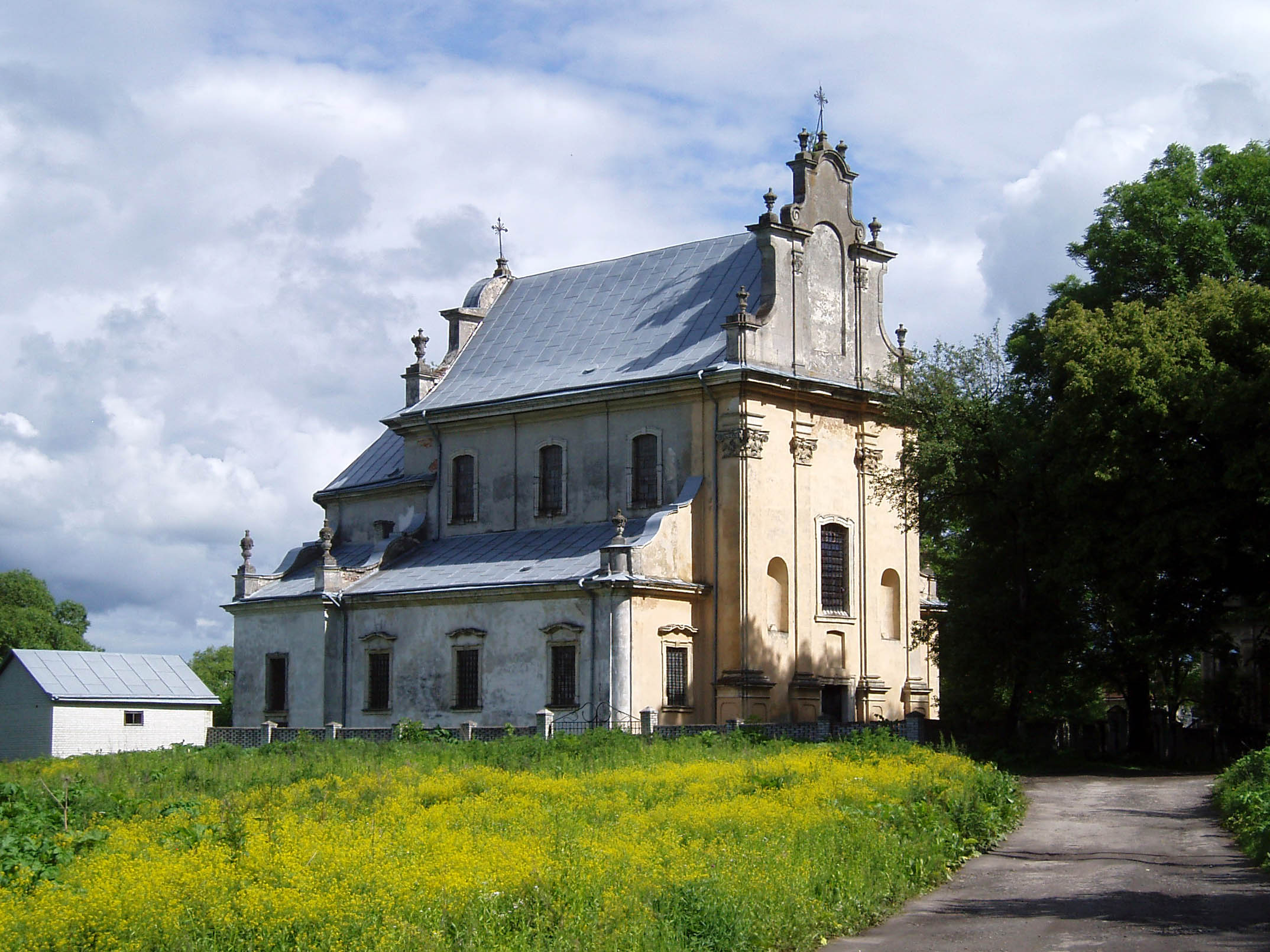